# Иманлы, Магомед Наги оглы
Магомед Наги оглы Иманлы (азерб. Məhəmməd Nağı oğlu İmanlı; род. 1962) — азербайджанский ученый, доктор юридических наук, профессор юридического факультета Бакинского государственного университета.

## Биография
Магомед Иманлы родился 30 июня 1962 года в Амасийском районе Армянской ССР. В 1979 году окончил среднюю школу в селе Гюллюджя Амассийского района. В 1987 году окончил политехнический институт. В 1988 году поступил на юридический факультет Азербайджанского государственного университета имени С. М. Кирова (ныне Бакинский государственный университет).
В 1993—1997 годах учился в аспирантуре кафедры «Уголовное право и криминология».
C 1998 года работал преподавателем, старшим преподавателем, доцентом на кафедре «Уголовное право и криминология».
В 2004 году назначен первым заместителем декана юридического факультета Бакинского государственного университета.
В 2006 году защитил диссертацию на соискание ученой степени доктора юридических наук, избран профессором юридического факультета.
В 2009 году эксперт по юридическим вопросам высшей аттестационной комиссии при президенте Азербайджанской республики.
Семейное положение: женат, трое детей.

## Научная деятельность
М. Иманлы — автор более 100 статей, 6 монографий, 10 книг. Под руководством М. Иманлы защитились 2 кандидата и доктор наук.

### Избранные научные труды (изданные на русском языке)
- Иманов М.Н., Рабаданова А.А. Международный терроризм и международный уголовный суд // История государства и права. — Москва: Юрист, 2005. — № 1. — С. 7—9.
- Юридические коллизии между уголовным и таможенными законодательствами по определению понятия контрабанды
- Конституционно-правовые основы борьбы с терроризмом
- Отграничение терроризма от смежных составов преступлений
- Определение квалифицирующих признаков терроризма в действующем уголовном законодательстве Азербайджанской Республики
- Борьба с финансированием терроризма в Азербайджанской Республике
- Определение квалифицирующих признаков терроризма в действующем уголовном законодательстве Азербайджанской Республики
- Зарубежный опыт уголовно-правовой борьбы с контрабандой
- Откуда родом терроризм? Правовые аспекты цивилизации: вопросы о происхождении понятия «террор»
- Вопросы ответственности за похищение человека в Уголовном Кодексе Азербайджанской Республики

### Учебные пособия
- Кулиев Р. И., Иманов М. Н. Уголовное право. Особенная часть. Учебник. 2001.[1]
- Иманов М. Н. Уголовное право. Особенная часть. Учебник. 2004.
- Преступление против собственности. Учебник. 2007.